# 그리어 그래머
그리어 그래머(Greer Grammer, 1992년 2월 15일 ~ )는 미국의 배우이다.

## 출연 작품
- 데들리 일루전 (2021)
- 스토리 게임 (2020)
- 앨티튜드(프랑스어판) (2017)
- 엠마의 기회 (2016)
- 언 에버그린 크리스마스 (2014)
- 라이프 파트너스 (2014)
- 버진 뱀파이어 (2013)
- 올모스트 킹즈 (2010)